# حاييم أرلوزوروف

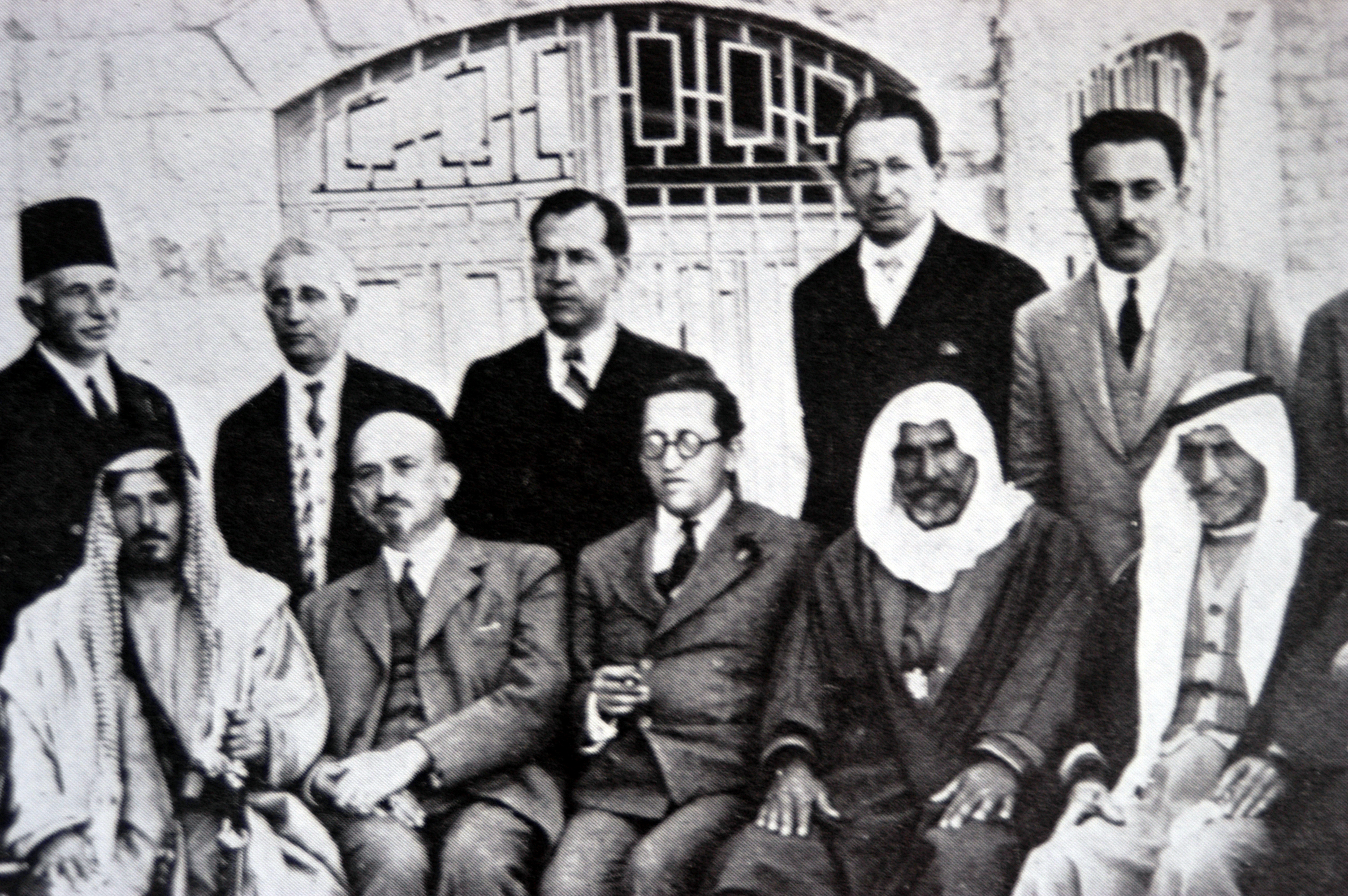
أرلوزوروف (في الوسط) مع حاييم وايزمان (على يمينه)، موشيه شرتوك وإسحاق بن تسفي (على يمين الصورة أعلاه) في لقاء مع القادة العرب في فندق الملك داوود، القدس، 1933

حاييم فيكتور أرلوزوروف (23 فبراير 1899 - 16 يونيو 1933) كان رجل دولة، وخبيرًا اقتصاديًا، وأحد قادة الحركة العمالية في فترة ما قبل الدولة وشغل منصب رئيس الدائرة السياسية في الوكالة اليهودية. قُتل على شاطئ تل أبيب.

## حياته

### النشأة
ولد حاييم أرلوزوروف عام 1899 في رومني، جنوب غرب الإمبراطورية الروسية (في إقليم أوكرانيا ). والده كان حاخامًا وتاجرًا للخشب والحبوب، وجده الحاخام إليعيزر أرلوزوروف حاخام مدينة رومني في بولتافا حي، مؤلف كتاب "Eliezer Glosses". كان والده سليل سلالة مشهورة من الحاخامات.
تعلم اللغة الالمانية من سن السادسة بيد مربية خاصة.
بعد مذابح عام 1905 انتقلت عائلته إلى شرق بروسيا، التي كانت آنذاك جزءًا من الإمبراطورية الألمانية. درس في مدرسة ألمانية في مدينة كونيجسبيرج، حيث انتقل مع والديه. ذهب والده إلى روسيا للعمل في التجارة. بسبب اندلاع الحرب العالمية الأولى لم يستطع العودة إلى عائلته. لم يُسمح لعائلة أرلوزوروف بالبقاء في كونيغسبرغ بسبب أصولهم الروسية وانتقلوا إلى برلين. مرض والده وتوفي في بتروغراد قبل أن يتمكن من العودة إلى عائلته. كان أرلوزوروف مهتمًا بالشعر والأدب الكلاسيكي في شبابه وبدأ في كتابة القصائد بالألمانية (تُرجم بعضها لاحقًا إلى العبرية). كما تعرف على الحركة الصهيونية في ذلك الوقت. واصل أرلوزوروف دراسته في المدارس الداخلية في أوروبا في برلين وتخرج بنجاح. بدأ دراسة الاقتصاد في جامعة فريدريش فيلهلم في برلين حتى نهاية الحرب العالمية. أثناء دراسته كان أحد قادة حزب هابويل هازير في ألمانيا (مع صديقه والتر بريوس) وعمل كمحرر لنشرة الحركة "Die Arbeit" (العمل). خلال هذه الفترة، أقام صداقة مع ماجدة فريدلاندر (زوجة وزير الدعاية النازي جوزيف جوبلز لاحقًا)، والتي كانت صديقة مقربة لأخته ليزا، لكن لم تتضح طبيعة علاقتهما.  ماجدة كانت من ضمن دفعته.  في وقت لاحق تزوج من جيردا نيي جولدبيرج وعندما بلغ العشرين ولدت ابنتهما شولاميت. زار أرض إسرائيل عام 1922، وبعد حصوله على الدكتوراه عام 1924 هاجر إلى إسرائيل ليستقر هناك.

### نشاطه
بعد صعوده، انخرط أرلوزوروف في قيادة حزب هبوعيل هتسعير الوطني. كان أرلوزوروف هو الوحيد من بين شباب الهجرة الثالثة الذين سجلوا رتب رجال الأعمال من الدرجة الثانية، والذين كانوا أكبر منه بأكثر من عقد ووصلوا إلى منصب قيادي. تميز بشخصيته القوية ونضجه السياسي وقدرته على التعبير عن نفسه وتعليمه في اللغة العبرية والروسية والألمانية.
في عام 1927 طلق زوجته الأولى وتزوج سيما ني روبن والتي كانت طليقة وام لابنة واحدة، قامت بتربية ابنته من الزوجة الاولى كانها ابنتها. لاحقًا كانت سيما الشاهد الوحيد على مقتله. ابنهم المشترك هو شاؤول ارلوزوروف.
في عام 1928 ذهب إلى الولايات المتحدة في مهمة وقف التاسيس.
كان أرلوزوروف من أبرز المعارضين لفكرة الاتحاد بين حزبي العمل الفلسطينيين الرئيسيين في المستوطنة، إهادوت هافودا وحزبه هبوعيل ههاتسير، ولكن مع إنشاء "حزب عمال فلسطين" (مباي) في عام 1930، كان أرلوزوروف أحد قادتها. وفي المؤتمر الصهيوني السابع عشر في عام 1931، انتخب عضوًا في مجلس إدارة الوكالة اليهودية ورئيس القسم السياسي للوكالة، أي وزير خارجية البلاد في الطريقة، دعا الكيان في تلك الأيام "يشوف".
كان أرلوزوروف مقربًا من الدكتور حاييم وايزمان، رئيس المنظمة الصهيونية (ولاحقًا، الرئيس الأول لدولة إسرائيل). أقام علاقات جيدة مع المفوض السامي البريطاني آرثر ووكوب، وحسن العلاقات بين سلطات الانتداب وييشوف. كتب مقالات عكست موقفه المعتدل من ضرورة التعاون مع الشعب العربي في أرض إسرائيل.

### مقتل أرلوزوروف

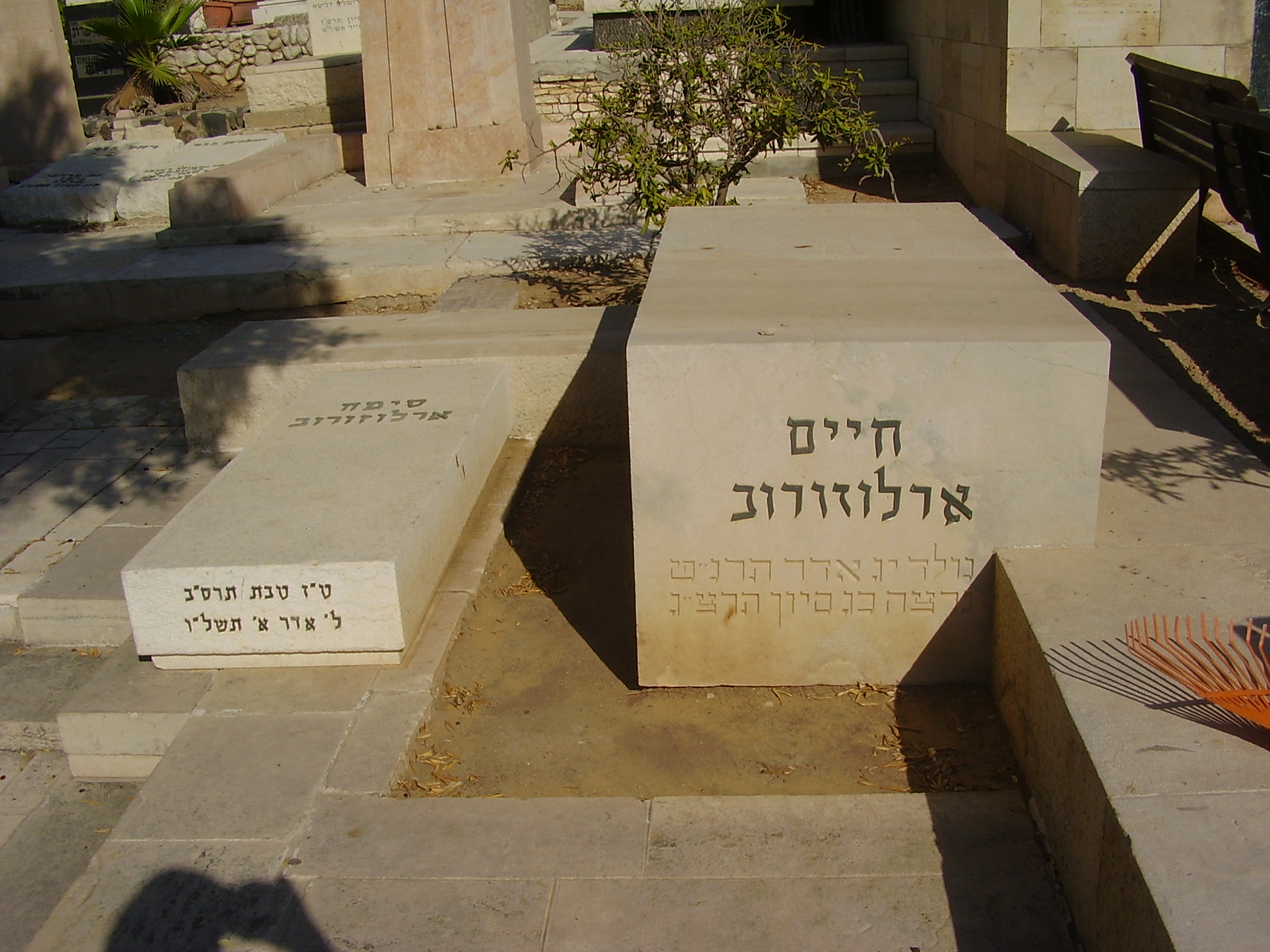
قبرا حاييم وسيما أرلوزوروف في مقبرة ترومبلدور في تل أبيب

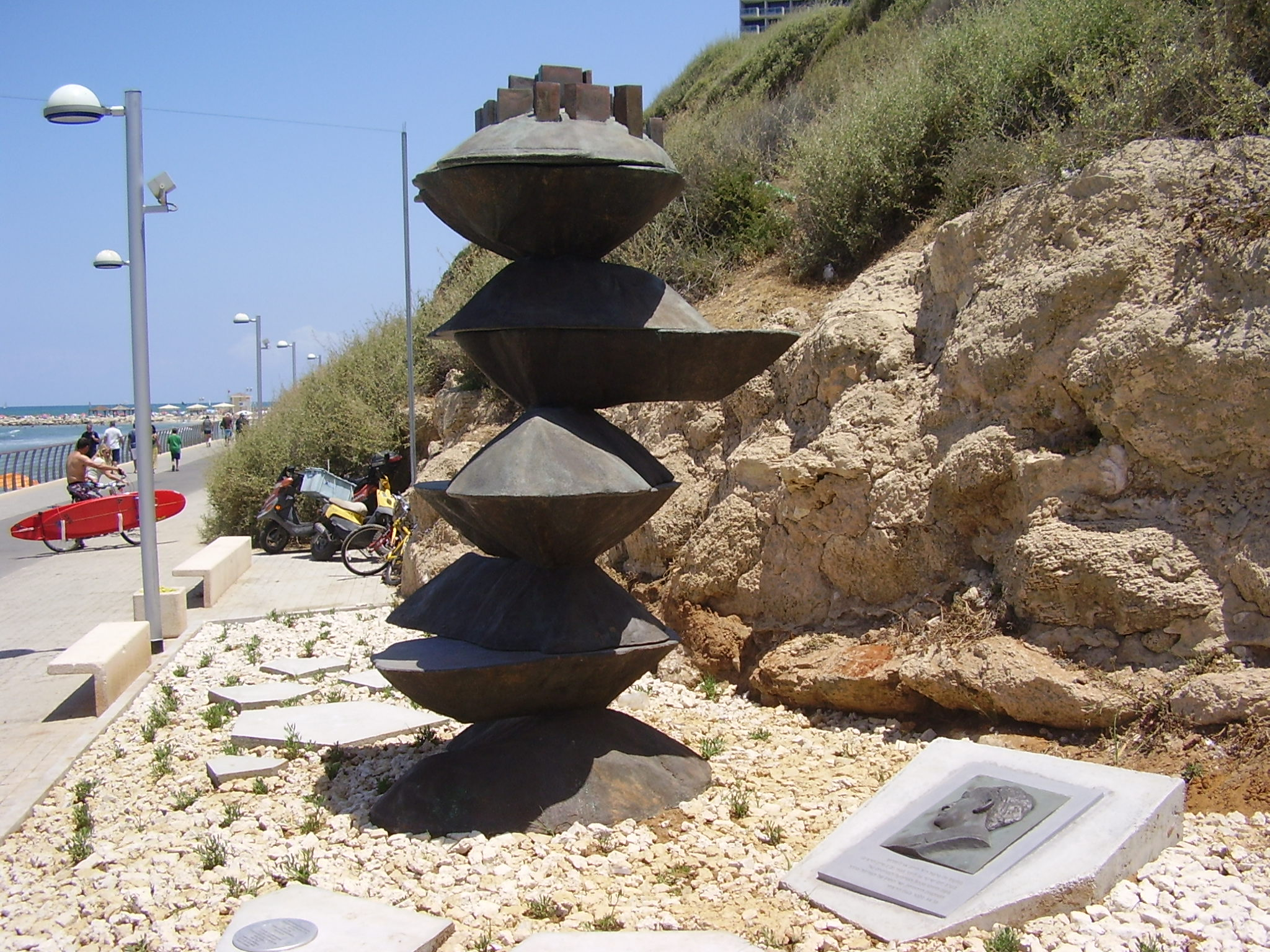
نصب تذكاري لذكرى حاييم أرلوزوروف على شاطئ تل أبيب

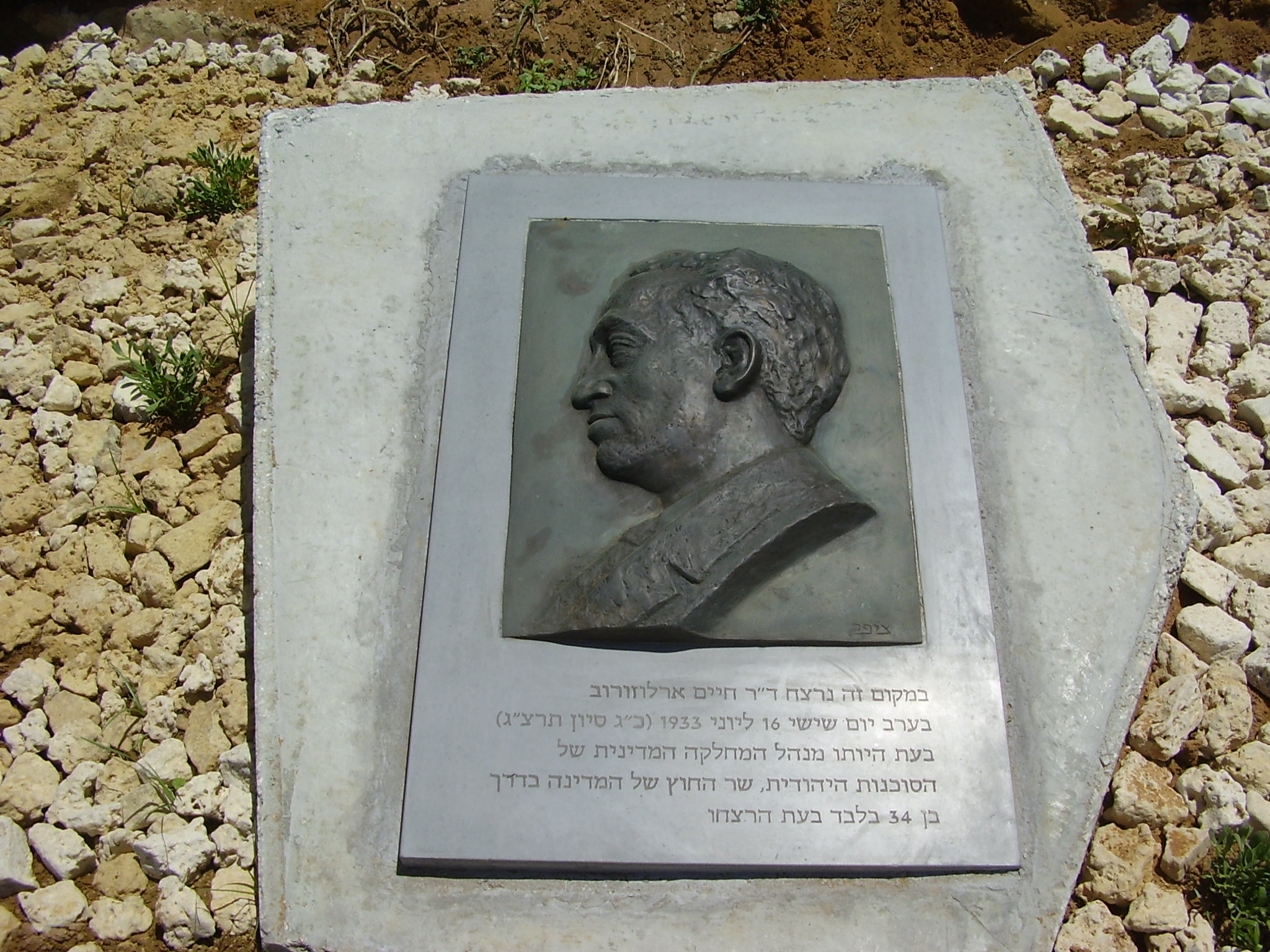
شاهدة حاييم ارلوزوروف في المكان الذي قُتل فيه، على شاطئ تل أبيب. عملها النحات موشيه زيبر

مع وصول أدولف هتلر إلى السلطة في ألمانيا، في عام 1933، بدأ أرلوزوروف العمل من أجل هجرة اليهود الألمان، ونظم آلية تسمى "اتفاقية النقل" وتبعها إنشاء "شركة نقل"، تهدف إلى إنقاذ ممتلكات يهود ألمان وإحضارهم إلى فلسطين. في نفس العام ذهب إلى برلين للتحقق من إمكانية إجراء مفاوضات مع الحكومة الألمانية بشأن اليهود الألمان وممتلكاتهم.
خلال رحلته إلى ألمانيا، اندلعت في إسرائيل حملة ضده وضد مخططاته، في صحيفة "جبهة الشعب" التصحيحية، والتي كانت تعبيرا عن الجناح المتطرف للحركة التحريفية.
عاد أرلوزوروف إلى أرض إسرائيل في 14 يونيو 1933. ليلة السبت، 16 يونيو 1933، الساعة 9:30 مساءً، كان أرلوزوروف وزوجته سيما جالسين في منزل " كيتا دان " (منذ عام 1953 كان موجودًا هناك "فندق دان ") في تل أبيب، في شرفة تطل على الحديقة. كان من حولهم تحشد لفضوليين، وقرروا التنزه على طول الشاطئ باتجاه الشمال. عندما اقتربوا من المقبرة الإسلامية على أطراف حي محلول، لاحظت سيما وجود رجلين يتبعهما، أحدهما طويل والآخر قصير. بعد مراقبة ومناقشة وجيزة، أخرج الرجل القصير مسدسًا وأطلق النار على إلوزوروف. هرب القاتل ورفيقه واختفيا.
نقلت مجموعة من الأشخاص أرلوزوروف إلى مبنى قريب، ونُقل في سيارة خاصة إلى مستشفى هداسا. كان قد أصيب بعيار ناري في بطنه وحصل نزيف داخلي كبير. على الرغم من أن مثل هذه الإصابة لا تعتبر خطرة على الحياة، إلا أن نقص معدات نقل الدم في المستشفى أدى إلى وفاة أرلوزوروف نتيجة "فقر الدم الحاد" بعد ثلاث ساعات.
دفن أرلوزوروف في مقبرة ترومبلدور في تل أبيب وترك وراءه ابنة من زوجته الأولى وابن من زوجته الثانية.
أحدثت جريمة القتل صدمة كبيرة في المستوطنة، بسبب الشخصية البارزة للقتيل ومهاراته غير العادية. وقع الشبهة الرئيسية على أعضاء الحركة التصحيحية، الذين كان انجذابهم لأرلوزوروف والحملة ضده في صحيفتهم لا يزالان حاضرين في الرأي العام. في غضون وقت قصير، تم القبض على المشتبه بهم في هذا القانون، أعضاء الحركة التحريفية، أفراهام ستافسكي وزفي روزنبلات. لتورطه في التحريض على القتل، ألقي القبض على أبا أحيمير، وهو رجل روحي وناشط دعاية راديكالي في آرائه، أسس حركة تسمى " تحالف السفاحين ". كان Stavsky بجوار غرفة Achimair وكان Rosenblatt بيتاري من شركة Kfar Saba. بالإضافة إلى ذلك، أُلقي القبض على يحيئيل حاييموفيتش كمشتبه به في "التعاون في ارتكاب الجريمة" كسائق سيارة أجرة، والذي من المفترض أنه قاد ستافسكي وروزنبلات، المشتبه بهما في القتل، إلى شاطئ البحر في تل أبيب، لكن تم إطلاق سراحه بعد أيام قليلة.
في نهاية المحاكمة في محكمة الجرائم الخطيرة، في 8 يونيو 1934، تمت تبرئة تسفي روزنبلات. أُدين أبراهام ستافسكي بناءً على شهادة سيما أرلوزوروف، دون أي دليل إضافي، وحُكم عليه بالإعدام شنقًا. استأنف ستافسكي الحكم أمام محكمة الانتداب العليا. في 20 يوليو 1934، تمت تبرئة ستافسكي بناءًا على قوانين الأدلة التي تمارس في فلسطين الانتدابية (ولكن ليس في بريطانيا العظمى نفسها) والتي بموجبها لا يمكن إدانة شخص بارتكاب جريمة قتل بناءً على شاهد عيان واحد فقط بدون دليل داعم. لذلك، تقرر أن شهادة سيما أرلوزوروف ليس لها أي قوة في إدانة ستافسكي، لأن شهادتها لم تكن مدعومة بأي عامل موضوعي ربط ستافسكي بالقتل. الحاخام أبراهام يتسحاق هكوهين كوك، حاخام القدس وأول حاخام أشكنازي الرئيسي لأرض إسرائيل، جاء أيضًا للدفاع عن ستافسكي.
عاد شلومو أرال، قائد البحرية فيما بعد، إلى إسرائيل في نهاية عام 1936 بعد خمسة أشهر في البحر، واعتقل من قبل البريطانيين بسبب نشاطه في " تحالف ماري للشباب ". أمضى أريل ستة أشهر في سجن عكا وأفرج عنه بشرط أن يغادر البلاد. أثناء وجوده في السجن، التقى بعبد المجيد الذي ادعى أنه قتل أرلوزوروف مع عيسى درويش. 
احتجز الأب أحيمير المشتبه في تحريضه على القتل لمدة عام، ثم تقرر عدم محاكمته بتهم تتعلق بالقتل، ولكن تمت محاكمته بصفته منظم "تحالف السفاحين"، وحكم عليه بـ سنة ونصف في السجن الفعلي.
استمرت مسألة مقتل أرلوزوروف في إثارة الخلاف السياسي لسنوات عديدة قادمة. في عام 1982، قرر رئيس وزراء إسرائيل، مناحم بيغن، تشكيل " لجنة باكور " للتحقيق في القضية، وذلك على الرغم من حقيقة أن قد مر عشرات السنوات على الاغتيال، وعندما لم يكن معظم المتورطين في الجريمة. يعد أحياء. قررت اللجنة أن ستافسكي وروزنبلات لم يقتلوا أرلوزوروف، وأنها لا تستطيع تحديد من قتله وما إذا كانت جريمة قتل سياسية.

## ذكراه

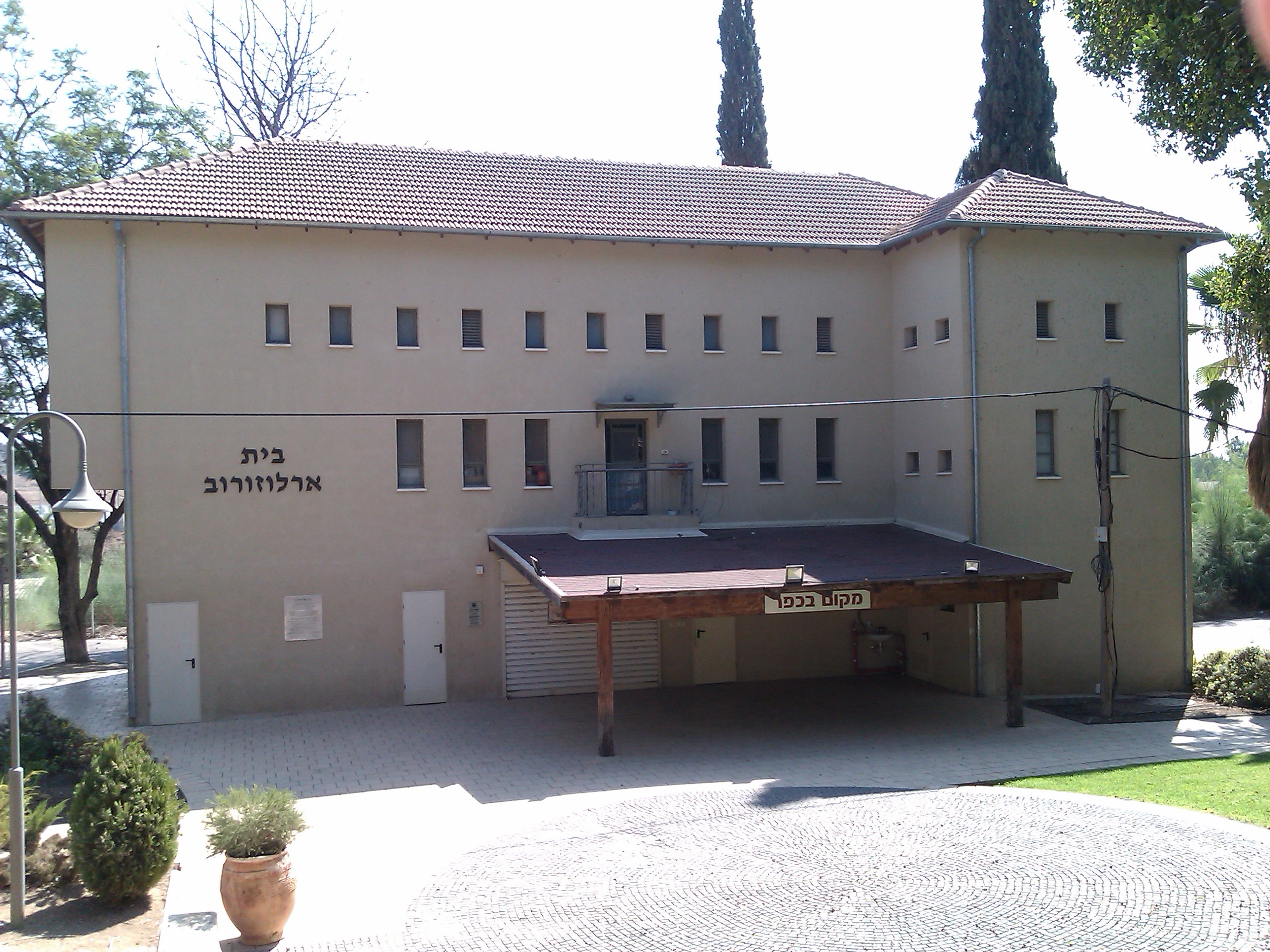
منزل أرلوزوروف في بن شيمن - منزل زاره حاييم أرلوزوروف صباح مقتله

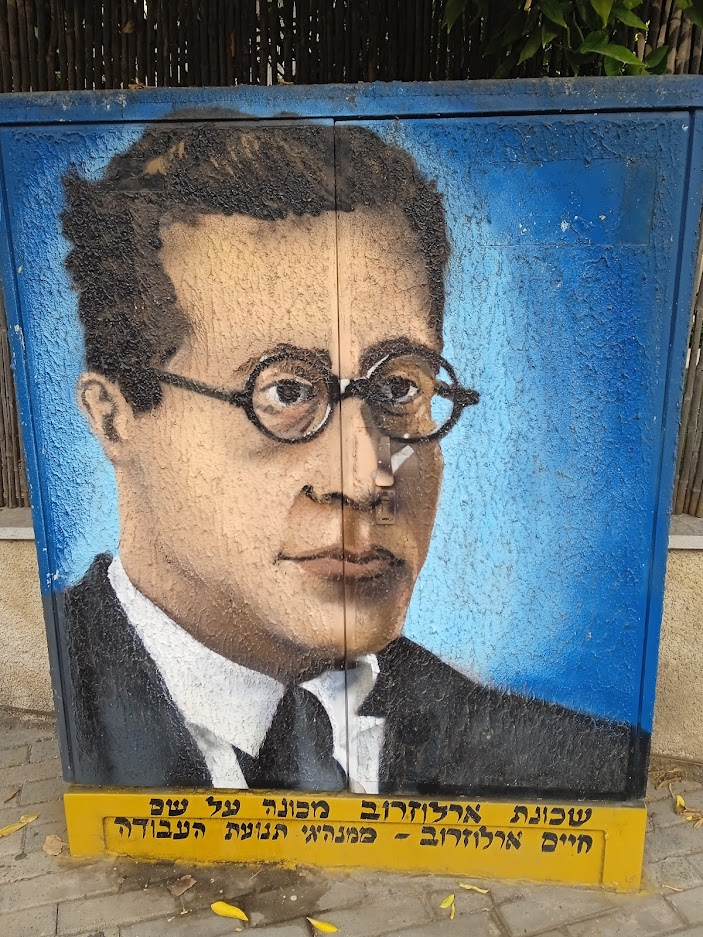
لوحة لحاييم ارلوزوروف على خزانة اتصالات في جفعتايم

مستوطنة جديدة في شارون (الساحل الذي كان فيه يوم مقتله، سميت على اسم ارلوزوروف - كفر حاييم. تم تسمية مستوطنة كريات حاييم، التي تم تأسيسها في نفس العام، كيبوتس جفعات حاييم، وحي نفيه حاييم، بالإضافة إلى العديد من الشوارع في مدن البلاد على اسمه. سمي أيضًا باسمه مبنى مسرح هبوعليم ههيل في 6 شارع بيلينسون في تل أبيب.
في فبراير 1947 ، سميت سفينة معافيلم باسمه.
في عام 2009، تم وضع تمثال للفنانة درورا دوميني في مكان القتل وفي موقع نجل أرلوزوروف. بجانبه، صورة إغاثة لأرلوزوروف للنحات موشيه زيبر.

## كتاباته
- إلى مسألة التنظيم المشترك، تل أبيب: هبوعيل هتسعير، 1927.
- كتابات حاييم ارلوزوروف - المجلد الأول: جدار الزجاج. المجلد الثاني: طرق الوفاء. المجلد الثالث: حياة جديدة. المجلد الرابع: تاريخ الاستيطان في العالم. المجلد 5: الدراسات الاجتماعية. المجلد 6: السلطات. المجلد 7: رازي أفيف، شيريم، تل أبيب: AI Shtibel، 1934-1935.
- في طريق الحرية، القدس: دائرة الشباب في كيرين هايسود، 1946.
- يومان يروشلايم، القدس: حزب العمال الفلسطيني، 1949.